# Serghei Blajko
Serghei Nikolaevici Blajko (în rusă Сергей Николаевич Блажко, n. 17 noiembrie 1870, Hotimsk (astăzi în Belarus) - d. 11 februarie 1956, Moscova) a fost un astronom rus și sovietic, profesor universitar.

## Biografie
Membru al Academiei de Științe a Uniunii Sovietice (1929), el a condus Observatorul din Moscova din 1918 până în 1931. A descoperit o variație secundară a amplitudinii și a perioadei unor stele pulsante de tip RR Lyrae și a relatat variații ale pulsațiilor, cunoscute sub numele de efectul Blazhko, după transcrierea engleză a numelui său.  

## Onoruri
- Premiul Stalin în 1952;
- De două ori Ordinul Lenin (1944);
- De două ori Ordinul Drapelul Roșu al Muncii;
- Un crater lunar și un asteroid îi poartă numele.